# Ofsajd

Příklad ofsajdového postavení ve fotbale, kdy modrý hráč se nachází blíže soupeřově brance než míč i než předposlední červený hráč

Ofsajd (z angličtiny offside či off-side), též postavení mimo hru, je pojem používaný v některých týmových sportech, jako např. fotbal či lední hokej.
Pravidlo o ofsajdu v podstatě zakazuje způsob hry, při kterém se hráč zdržuje v okolí soupeřovy branky a čeká na dlouhou přihrávku, která přenese hru přes celé hřiště. Předpokládá se totiž, že takový způsob hry by byl divácky nezajímavý a poškozoval by dojem ze hry.

## Fotbal

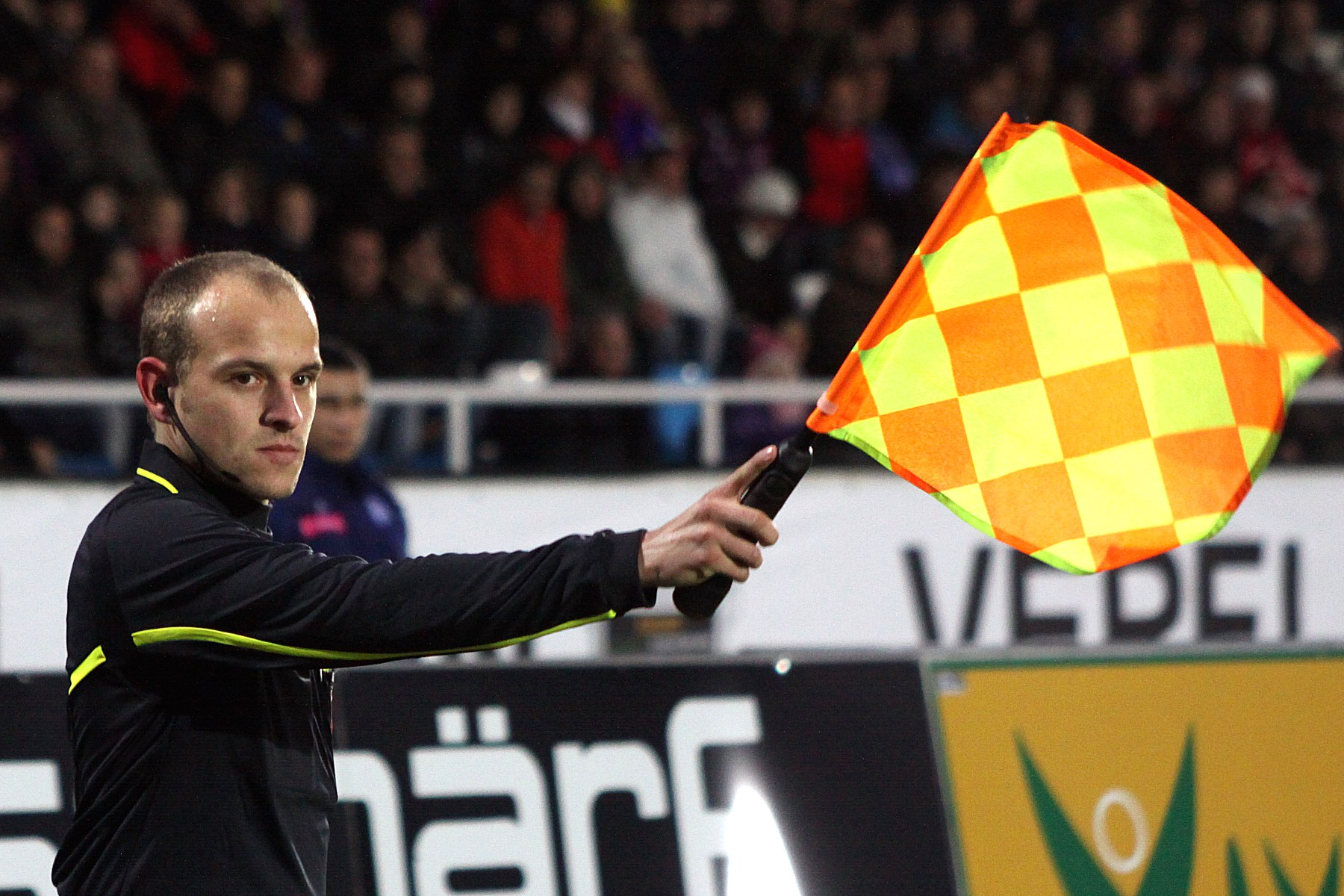
Asistent rozhodčího signalizuje ofsajd

Ve fotbale popisuje ofsajd pravidlo 11, které nejprve definuje ofsajdovou pozici, kdy se některý hráč nachází na soupeřově polovině, blíže soupeřově brance než míč i než předposlední hráč soupeře (tímto předposledním hráčem je obvykle poslední obránce, protože za ním je jako poslední hráč brankář; může se však jednat o libovolné dva hráče, pokud např. brankář předtím vyběhl daleko z branky). Taková situace sama o sobě není porušením pravidel, pokud se však hráč v ofsajdové pozici zapojí do hry ve chvíli, kdy se jeden z jeho spoluhráčů dotkne míče, jedná se o ofsajd, hra je přerušena a naváže se nepřímým volným kopem proti provinivšímu se mužstvu. Za zapojení se do hry je považováno jakékoli zasahování do hry, ovlivňování soupeře nebo získávání výhody ze svého postavení. Pokud se hráč v ofsajdovém postavení do hry nezapojuje (označuje se to někdy neformálně jako mrtvý ofsajd), hra se nepřerušuje, jiní hráči stejného mužstva, kteří nebyli v ofsajdové pozici, mohou např. klidně vstřelit branku.
Ofsajd se netrestá v případě, že se k hráči míč dostane přímo z kopu od branky, z vhazování nebo z rohového kopu.
Ofsajd zpravidla rozhodčí trestá na základě signalizace asistenta, který při zjištění ofsajdu zdvihne praporek kolmo před sebe (případně výškou držení praporku naznačuje stranu hřiště, na které k provinění došlo).

## Lední hokej
V ledním hokeji upravuje ofsajd pravidlo 78. Toto pravidlo zakazuje hráčům útočícího mužstva vjet do útočného pásma dříve než puk. Pokud ve chvíli, kdy má hráč obě brusle za modrou čárou v útočném pásmu, přejde puk celým objemem tuto čáru (to se ovšem netýká hráče, který puk do pásma pod svou kontrolou vede, ten smí čáru překročit dříve než kotouč), hráč je v ofsajdu, hra se přeruší a naváže se vhazováním:
- z nejbližšího bodu vhazování ve středním pásmu, zavezl-li puk do pásma útočící hráč,
- z bodu vhazování u místa, odkud byl puk přihrán nebo vystřelen přes modrou čáru,
- na koncovém bodě vhazování v obranném pásmu provinivšího se družstva, byl-li tento ofsajd způsoben úmyslně.

Za ofsajd se nepovažuje, zavedl-li puk do svého pásma bránící hráč, třebaže útočící hráč je v pásmu dříve.
Pokud je hráč v ofsajdu, ale pukem může hrát některý bránící hráč, rozhodčí hru nepřeruší, ale signalizuje (zdviženou rukou) ofsajdovou výhodu (pravidlo 82). Všichni útočící hráči pak musí neprodleně opustit útočné pásmo, čímž výhoda skončí, teprve poté se mohou vracet do útočného pásma. Výhoda končí také ve chvíli, kdy bránící mužstvo dostane kotouč do středního pásma. Pokud útočící mužstvo pásmo nevyklidí, snaží se bránícího hráče napadat, je to považováno za úmyslný ofsajd (tzn. hra je přerušena a naváže se vhazováním v obranném pásmu provinivšího se mužstva). Pravidlo o výhodě se neuplatňuje, pokud útočící mužstvo dostalo puk do pásma vystřelením na branku, po kterém musel pukem hrát brankář. V takovém případě se hra vždy přeruší.
V dřívější verzi pravidel se v hokeji hlídalo i postavení mimo hru při přejetí střední červené čáry: Pokud šla nahrávka z obranné třetiny (zpoza vlastní modré čáry), musel ji hráč převzít ještě na vlastní polovině (před červenou čarou). Toto pravidlo bylo zrušeno v roce 1999 (v NHL v roce 2005).

## Další sporty
V pozemním hokeji bylo pravidlo o postavení mimo hru zrušeno v roce 1996, což je dnes obecně považováno za správný krok; obavy ze zhoršení zajímavosti hry se nenaplnily.